# Cartago
|  | Per a altres significats, vegeu «Cartago (desambiguació)». |

Cartago va ser una antiga ciutat del nord d'Àfrica, a l'actual Tunísia (a uns disset quilòmetres al nord-est de la capital d'aquest país), fundada per emigrants fenicis de Tir a finals del segle ix aC, segons la datació moderna més acceptada, i segons la llegenda, per la princesa fenícia Dido.
Després de la caiguda de Tir en poder dels caldeus, Cartago es va independitzar i va desenvolupar un poderós estat que va arribar a rivalitzar amb les ciutats estat gregues de Sicília primer i amb la República Romana segles després. La seva estructura de govern va ser de caràcter republicà amb certes característiques monàrquiques o de tirania, encara que va evolucionar posteriorment a un sistema plenament republicà. Els territoris controlats per Cartago la van convertir en la capital d'un pròsper Estat, veient-se enriquida pels recursos provinents de tot el Mediterrani occidental.
En el segle iii aC es va enfrontar a la República Romana en tres guerres (conegudes com a primera, segona i tercera guerres púniques) per l'hegemonia en el Mediterrani occidental i de les quals va sortir derrotada. A mitjan segle ii aC, va ser destruïda per Escipió Emilià en l'anomenada Tercera Guerra Púnica.
L'any 29 aC August va fundar en el mateix lloc una colònia romana amb el nom de Colònia Iulia Concordia Carthago, que es va convertir en la capital de la província romana d'Àfrica, una de les zones productores de cereals més importants de l'Imperi romà. El seu port va ser vital per a l'exportació de blat africà cap a Roma. La ciutat va arribar a ser la segona en importància de l'imperi amb 400.000 habitants.
L'any 425, els vàndals liderats per Genseric van prendre la ciutat i la van convertir en la capital del seu nou regne. Va ser reconquistada pel general romà d'Orient Belisari l'any 534 i va romandre sota influència romana d'Orient fins a l'any 705.

## Història

### Cartago, capital de l'Estat púnic
La ciutat de Cartago va desenvolupar un gran estat sota el seu poder. En els seus inicis, el territori cartaginès comprenia només la ciutat i una petita àrea d'uns 50 km². Al segle vi aC, els cartaginesos van anar ocupant un territori entre 30.000 i 50.000 km², que va constituir la base de l'Estat Cartaginès. Partint d'aquesta àrea, que se sol denominar metropolitana, es van expandir per crear entre els segles V i III aC un imperi mercantil marítim, aprofitant les factories i ciutats existents fundades pels fenicis, o establint-ne altres de noves, a Hispània, Sicília, Sardenya, Eivissa i en el nord d'Àfrica, consolidant a més el seu poder sobre Numídia i Mauritània. En el seu apogeu va ser la primera potència econòmica i militar en el mar Mediterrani occidental. La República Cartaginesa es va enfrontar a la República Romana per l'hegemonia, i va ser derrotada el 146 aC, la qual cosa va comportar la desaparició de l'estat cartaginès i la destrucció de la ciutat de Cartago.
Malgrat que el territori controlat per Cartago va ser ampli, amb nombrosos vassalls i associats, la zona pròpiament colonitzada per Cartago mai no va arribar a ser molt extensa. L'estat es dividia entre ciutats aliades o sòcies com Útica, els territoris autònoms i l'imperi pròpiament dit de Cartago que, segons ells mateixos, comptava amb unes 300 ciutats en l'època de la Primera Guerra Púnica. La zona més rica i poblada era l'anomenada zona metropolitana; aquesta al seu torn es dividia en set circumscripcions anomenades pagi. Més enllà del territori proper a Cartago es trobava la Gran Sirte, un ric territori costaner en Líbia-Tunísia.

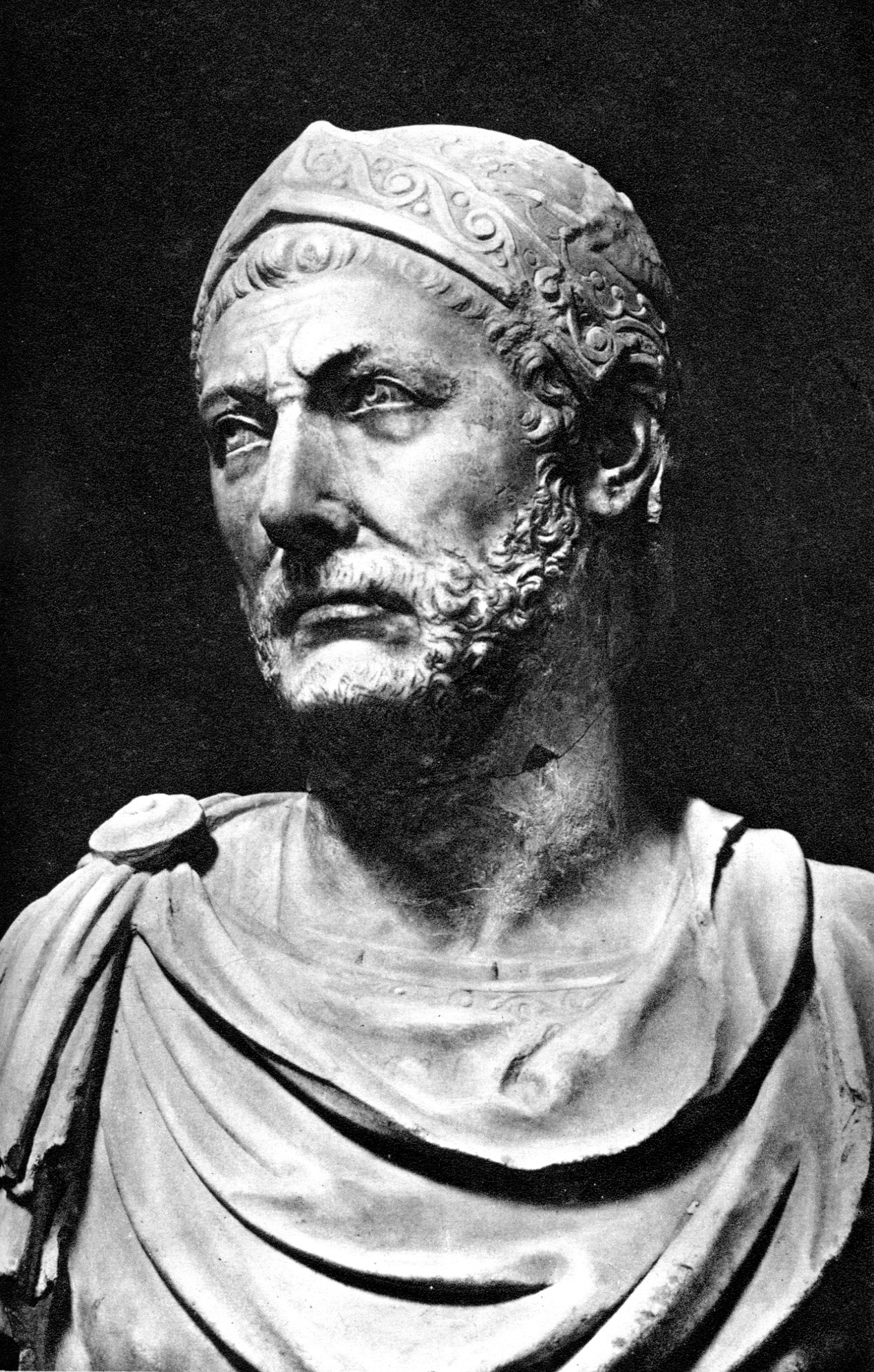
Aníbal Barca, general, aristòcrata i senador cartaginès.

### Monarquia cartaginesa
Inicialment va ser governat per una oligarquia de famílies riques, en forma de monarquia als segles VI-IV aC coincidint amb la caiguda de Tir davant Babilònia l'any 580 aC Possiblement per cert buit de poder, es va consolidar un sistema de govern centrat en dues persones anomenats sufetes. Caracteritzat per la instauració de grans famílies encastellades en el poder per molt temps, a causa de les qualitats dels seus individus i a les seves grans riqueses.
El poder dels sufets —denominats reis per alguns escriptors grecs i llatins— no era absolut. Solien exercir de jutges i àrbitres, ja que hi havia altres institucions com el Senat amb el qual havien de compartir les seves decisions. Segons alguns, el Senat va ser creat durant el segle V aC La seva funció era assessorar els sufets en qüestions de política i economia. La seva organització ens és desconeguda. Segons Heeren, era molt nombrós i es dividia durant l'etapa monàrquica en l'Assemblea (simkletos), i el Consell privat de la Gerúsia, compost dels notables de l'Assemblea. Segons Theodor Mommsen, el govern havia pertangut primerament al Consell dels Ancians o Senat, compost, com la Gerúsia d'Esparta, de dos reis que el poble designava en l'assemblea i de vint-i-quatre gerusiastes probablement nomenats pels mateixos reis i amb caràcter anual. Es coneix l'existència de reis que van dirigir les tropes en les guerres de Sicília durant els segles vi i v aC pertanyents a la dinastia dels Magònides. En el 480 a. C., després de la mort de Hamílcar I, derrotat pels grecs en la batalla d'Himera, les grans famílies van perdre gran part del seu poder en mans del Senat i un moviment social va crear el Consell dels Cent que va donar lloc a un major control dels sufets.

### República cartaginesa
La república cartaginesa era governada per diversos òrgans públics, però reservats a l'aristocràcia, el més bàsic era l'Assemblea de Ciutadans (συγκλητος), constituïda per diversos centenars d'individus pertanyents a les famílies més acabalades i influents de Cartago. L'assemblea nomenava lliurement la major part dels càrrecs de la ciutat, com el Consell d'Ancians o Senat dels Cent (γερουσια), grup de cent aristòcrates format de manera vitalícia, conegut des del segle iv aC. Estaven encarregats de funcions judicials i de la supervisió dels funcionaris. Finalment, l'Assemblea de Ciutadans s'encarregava de l'elecció dels sufets, dels summes sacerdots i dels generals. Els sufetes i els summes sacerdots eren membres nats del Senat cartaginès, arribant així a la xifra de 104 membres. El senat també dirigia tots els processos de l'Assemblea, o les Pentarquies, grups de cinc individus que s'ocupaven dels departaments estatals i cobrien vacants en el Senat. El Senat era l'òrgan més poderós, compost íntegrament per la més influent aristocràcia. Els sufets eren dos magistrats triats anualment entre les famílies aristocràtiques. Les seves comeses eren essencialment civils, la convocatòria del Consell i de l'Assemblea, i funcions judicials superiors.
| «           | La constitució cartaginesa, com totes aquelles la base de les quals és alhora aristocràtica i republicana, s'inclina tan aviat del costat de la demagògia com del de l'oligarquia. | » |
| — Aristòtil | |   |

El Consell dels Cent és conegut des del segle iv aC. Al costat d'aquest consell existia una comissió permanent de 30 individus. Era un sistema oligàrquic, controlat per les elits urbanes, grans propietàries de terres o vinculades al comerç. Les tensions eren les pròpies de la competència pel poder entre individus o grups aristocràtics, i es veurien acrescudes amb l'expansió des del segle vi aC, i especialment amb la rivalitat amb Roma. Els conflictes bèl·lics en concret van afavorir l'aparició de cabdills militars i famílies concretes, capaces d'actuar amb certa independència. Les diverses opcions polítiques i comercials amb què es va enfrontar l'Estat cartaginès al llarg del segle iii aC, com potenciar l'expansió a l'Àfrica o buscar nous mercats, també van provocar divergències entre les faccions de l'oligarquia, terratinents i comerciants, disputes a les quals probablement es van veure arrossegades les classes inferiors urbanes de comerciants i artesans.

### Cartago sota el poder de Roma

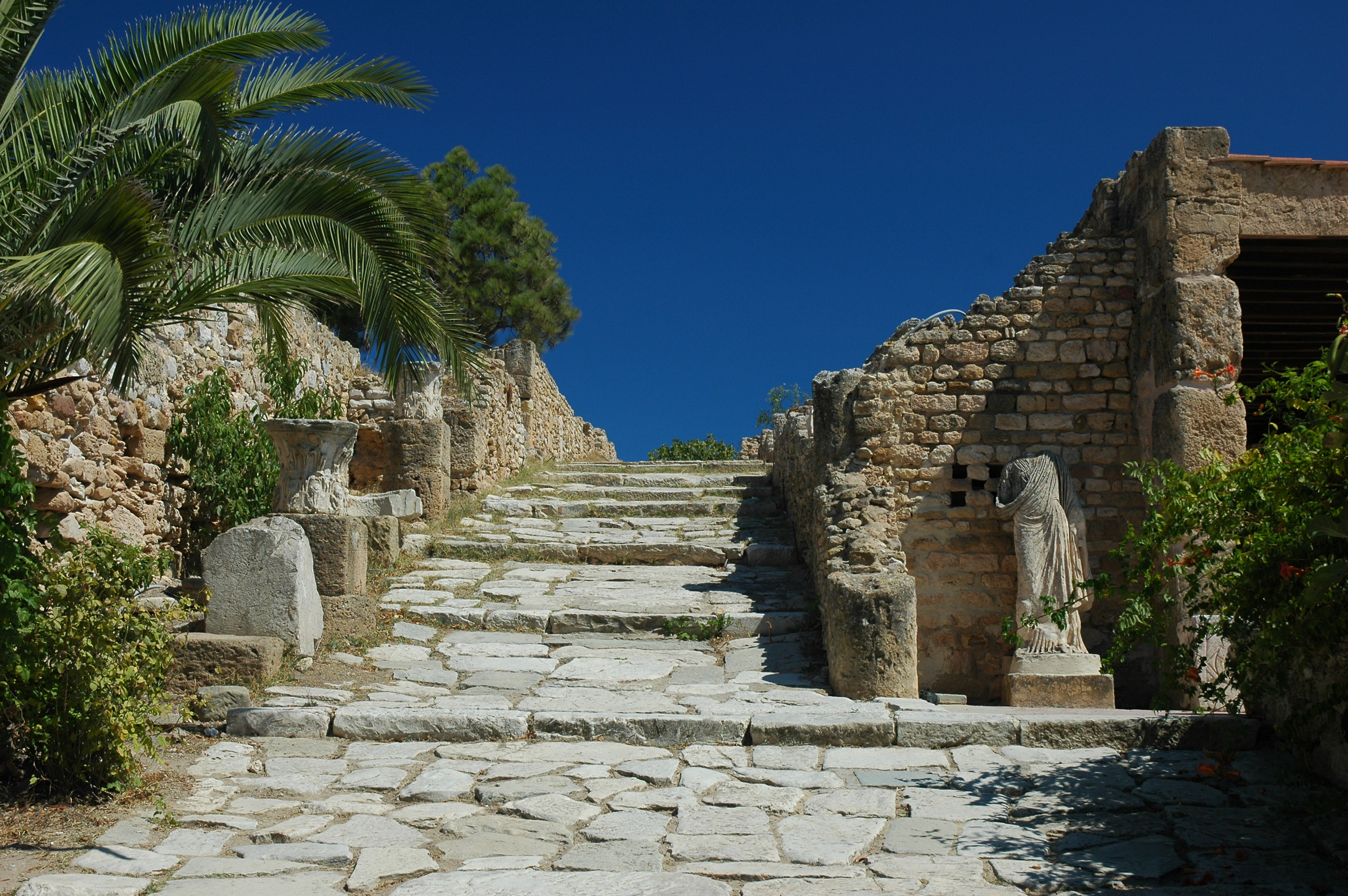
Ruïnes de vil·les romanes a Cartago.

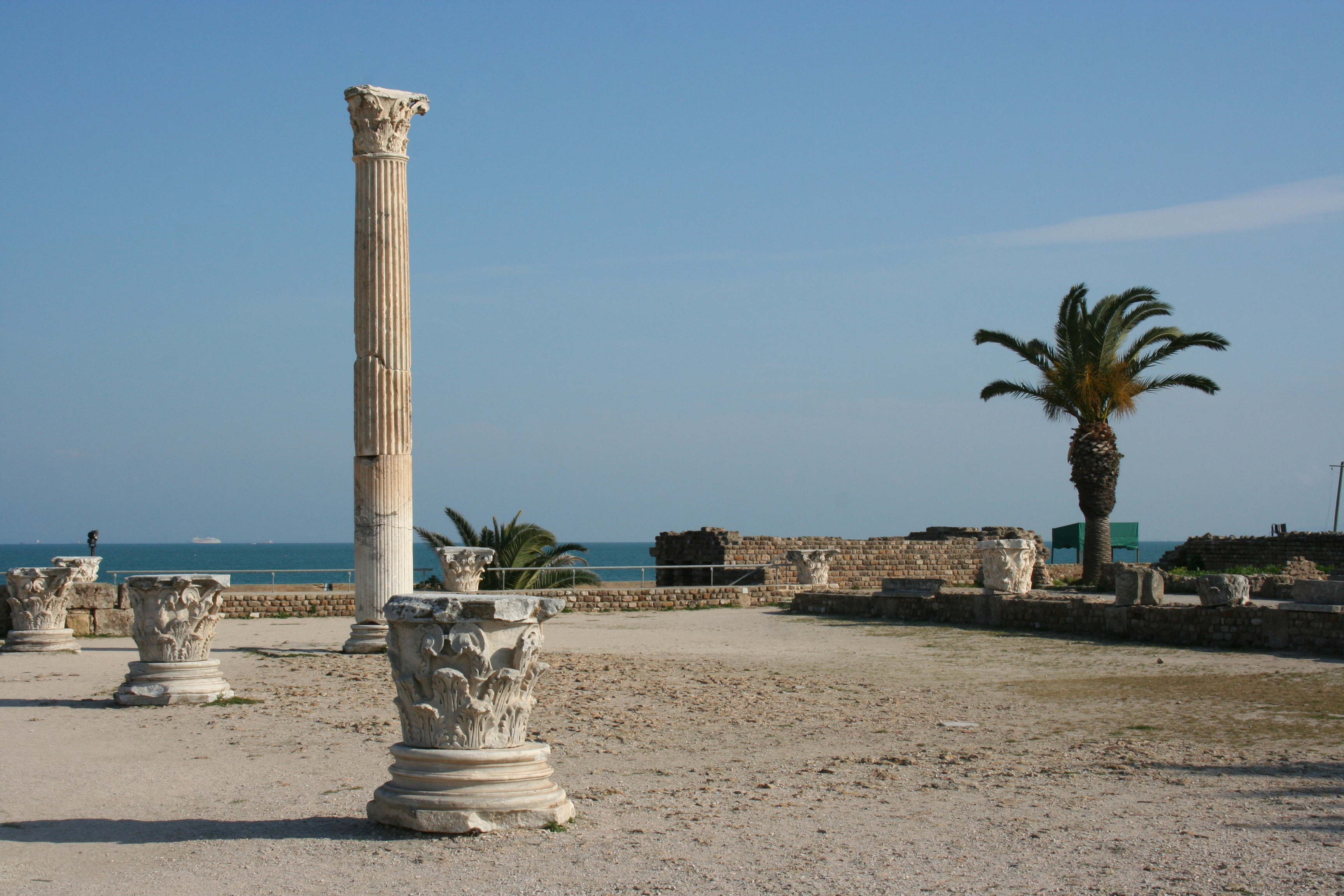
Restes de les Termes d'Antoní a Cartago.

Cartago va resistir durant sis dies el setge dels soldats romans; aquests van haver d'avançar penosament casa per casa i carrer per carrer, tal va ser la resistència a la qual es van enfrontar. Del gairebé milió d'habitants només en van sobreviure uns cinquanta mil i van ser venuts com a esclaus. La ciutat va ser destruïda totalment i el més valuós portat a Roma. Roma va esborrar del mapa Cartago, la seva gent i la seva cultura. La destrucció va ser total, gairebé ningú hi va sobreviure. Va ser l'eliminació total de l'adversari.
Després de la destrucció de la ciutat es va prohibir habitar el lloc. 25 anys després, però, va haver-hi un intent de refundació d'una ciutat, anomenada Colònia Junonia, però solament va durar 30 anys i no va prosperar, i el lloc va quedar habitat amb petits assentaments. L'enclavament va haver d'esperar fins a l'any 46 aC, en el qual Juli César va visitar el lloc durant el transcurs africà de la segona guerra civil i va decidir que allí havia de construir-se una ciutat per la seva excel·lent situació estratègica. Octavi, hereu de César, hi va fundar la Colònia Julia Cartago el 29 aC La ciutat va créixer i va prosperar fins a convertir-se a la capital de la província romana d'Àfrica, desbancant a Útica. La província d'Àfrica ocupava l'actual Tunísia i la zona costanera de Líbia, i en el futur donaria nom a tot el continent. Aquesta província es va convertir en una de les zones productores de cereals més importants de l'imperi. El seu gran port era vital per a l'exportació de blat africà cap a Roma.
En la seva esplendor durant el domini de Roma la ciutat va arribar a tenir una població de més de 400.000 habitants, convertint-se a la segona ciutat en importància de l'imperi. Entre els seus grans edificis destacaven el circ, el teatre, l'amfiteatre, l'aqüeducte i, sobretot, cal destacar les Termes d'Antoní, que eren les més importants després de les de Roma, situades en un lloc privilegiat al costat del mar i de les quals encara es conserven restes. Posseïa una gran i complexa xarxa de clavegueram capaç de subministrar aigua a tota la ciutat.
En el segle iii el cristianisme va començar a consolidar-se notablement a Cartago. La ciutat comptava amb el seu propi bisbat i es va convertir en un important lloc per a la cristiandat. Diferents figures importants de l'Església primitiva es relacionen amb Cartago: Sant Cebrià, que fou el seu bisbe el 248, Tertul·lià, escriptor eclesiàstic que va néixer, va viure i va treballar a la ciutat durant la segona meitat del segle II i els primers anys de la centúria següent; i Sant Agustí, que va ser bisbe de la propera Hipona durant els últims anys del segle iv i començaments del segle següent. Als segles iv i v, en plena decadència imperial, durant les invasions bàrbares va servir de refugi pels que fugien d'aquestes. L'any 425 la ciutat va resistir diversos atacs dels vàndals, però finalment va sucumbir el 439.

### Cartago capital del Regne Vàndal

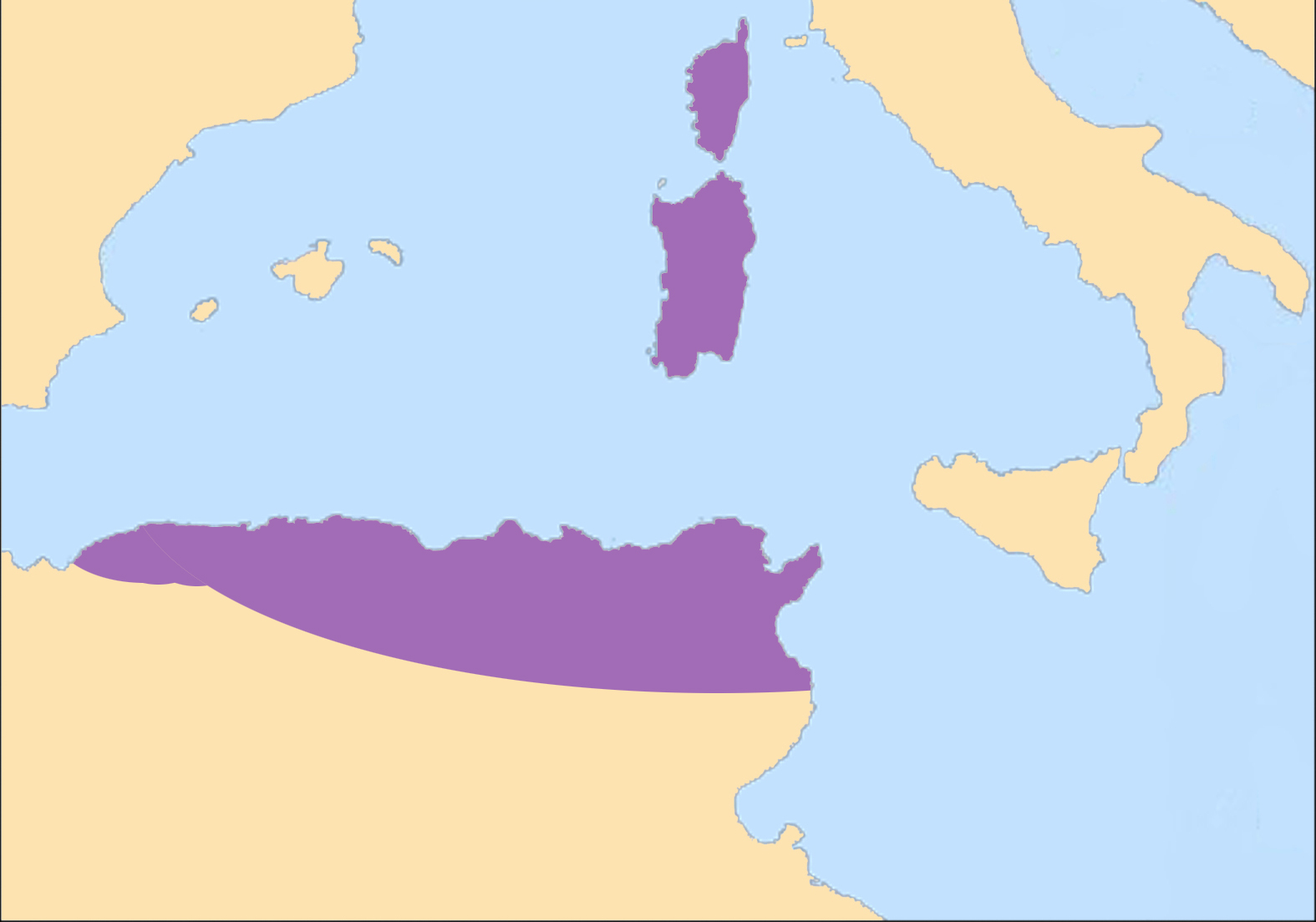
El Regne Vàndal l'any 455.

Els vàndals van ser un poble bàrbar que inicialment va conquistar el sud-est d'Hispània, i posteriorment es van desplaçar a Àfrica conquistant Cartago durant el regnat del rei Genseric, i establint-la com a capital d'un nou regne. Una vegada consolidat el mateix, van iniciar una sèrie de campanyes militars en les quals van conquistar les Balears, Còrsega, Sardenya i Sicília, la qual cosa els va permetre dominar el mercat del Mediterrani occidental.
Genseric, el fundador del Regne Vàndal, va posar les bases de l'apogeu del mateix, però també les de la seva futura decadència. El zenit del seu regnat i del poder vàndal a Àfrica i el Mediterrani ho va constituir la pau perpètua aconseguida amb Constantinoble a l'estiu del 474, en virtut de la qual es reconeixien la seva sobirania sobre les províncies nord-africanes, les Balears, Sicília, Còrsega i Sardenya. No obstant això, des dels primers moments de la invasió (429-430), Genseric va copejar a la important noblesa senatorial i l'aristocràcia urbana nord-africanes, així com als seus màxims representants en aquests moments, l'episcopat catòlic, duent a terme nombroses confiscacions de propietats i lliurant alguns dels béns eclesiàstics a la rival Església donatista i a la nova Església arriana oficial. Tanmateix no va poder destruir les bases socials de l'Església catòlica, que es va convertir així en un nucli de permanent oposició política i ideològica en poder vàndal. Respecte del seu propi poble, Genseric va realitzar en el 442 una sagnant purga en les files de la noblesa vàndal-alana. Com a conseqüència d'això, aquesta noblesa pràcticament va deixar d'existir.
Gradualment el Regne Vàndal va entrar en decadència. Les lluites internes pel poder i la mala relació amb l'església catòlica, molt assentada a la zona, juntament amb les incursions de tribus amazigues, van afeblir el regne i van facilitar la conquesta pel general romà d'Orient Belisari l'any 534, sobretot després de la important derrota del rei Gelimer el 13 de setembre de 533 en la batalla del Desè Mil·liari enfront de Belisari.

### Cartago romana d'Orient

Territoris de l'Imperi Romà d'Orient en el :
Territoris originals de l'Imperi
Territoris conquistats durant el regnat de Justinià I

Després de la reconquesta per part dels romans d'Orient i la dispersió dels vàndals, la ciutat va ser reanomenada per Belisari com a "Colònia Justiniana", en honor de l'emperador Justinià I, en el moment de màxima extensió territorial de l'Imperi Romà d'Orient. Cartago va tornar a ser capital d'una província romana, anomenada aquesta vegada Exarcat d'Àfrica. Els romans d'Orient, als moments més baixos de les guerres contra Pèrsia, van ser a punt de perdre Constantinoble; el llavors emperador, Heracli, va considerar la possibilitat de traslladar a Cartago la capital imperial el 618. L'any 647 Gregori, exarca de Cartago, després d'haver perdut la connexió terrestre per l'avanç de l'islam, es va declarar independent de Constantinoble.
Durant el govern de l'exarca Gregori, Cartago va deixar de ser capital de l'exarcat. Durant el seu mandat es va iniciar la ràpida expansió islàmica. L'any 641 van caure sota domini de l'islam les importants ciutats d'Alexandria, Damasc i Jerusalem. Les fronteres de Dar al-Islam en breu temps es van trobar a la rodalia de Cartago, i amenaçava amb expandir-se sobre aquesta. L'exarca Gregori, va reclutar i va liderar un exèrcit format principalment pels amazics autòctons, va aconseguir plantar cara als musulmans l'any 647, que encara no tenien interès a expandir el seu poder a aquesta zona. Durant aquests anys la ciutat de Cartago havia tornat a recuperar certa esplendor a causa de la multitud de refugiats de Palestina, Egipte i Síria.
Gregori va morir aquest mateix any, Cartago va tornar a ser capital de l'Exarcat, i es va restaurar la dependència a Constantinoble. Durant cinquanta anys l'avanç de l'Islam va ser frenat. Els musulmans, l'any 670, van fundar la ciutat de Kairouan, en l'actual Tunísia, que va ser conquistada breument pels romans d'Orient. Durant aquest temps les tribus amazigues van anar islamitzant-se, en part per iniciativa dels líders musulmans, la qual cosa va augmentar el poder de l'islam a la zona. Finalment, els musulmans van iniciar un setge sobre Cartago, en la defensa de la ciutat va participar un gran contingent de visigots, enviats pel seu rei per protegir l'exarcat, amb la intenció de mantenir allunyats als àrabs dels seus dominis en la península ibèrica. Però la ciutat va ser presa l'any 698.
L'Imperi Romà d'Orient va reconquistar la ciutat durant un breu temps, però va ser l'última vegada que la ciutat va estar baix poder cristià. El 705 un atac musulmà va devastar la ciutat reduint-la a cendres i massacrant tots els seus habitants, com havia succeït segles abans.

## Ciutat

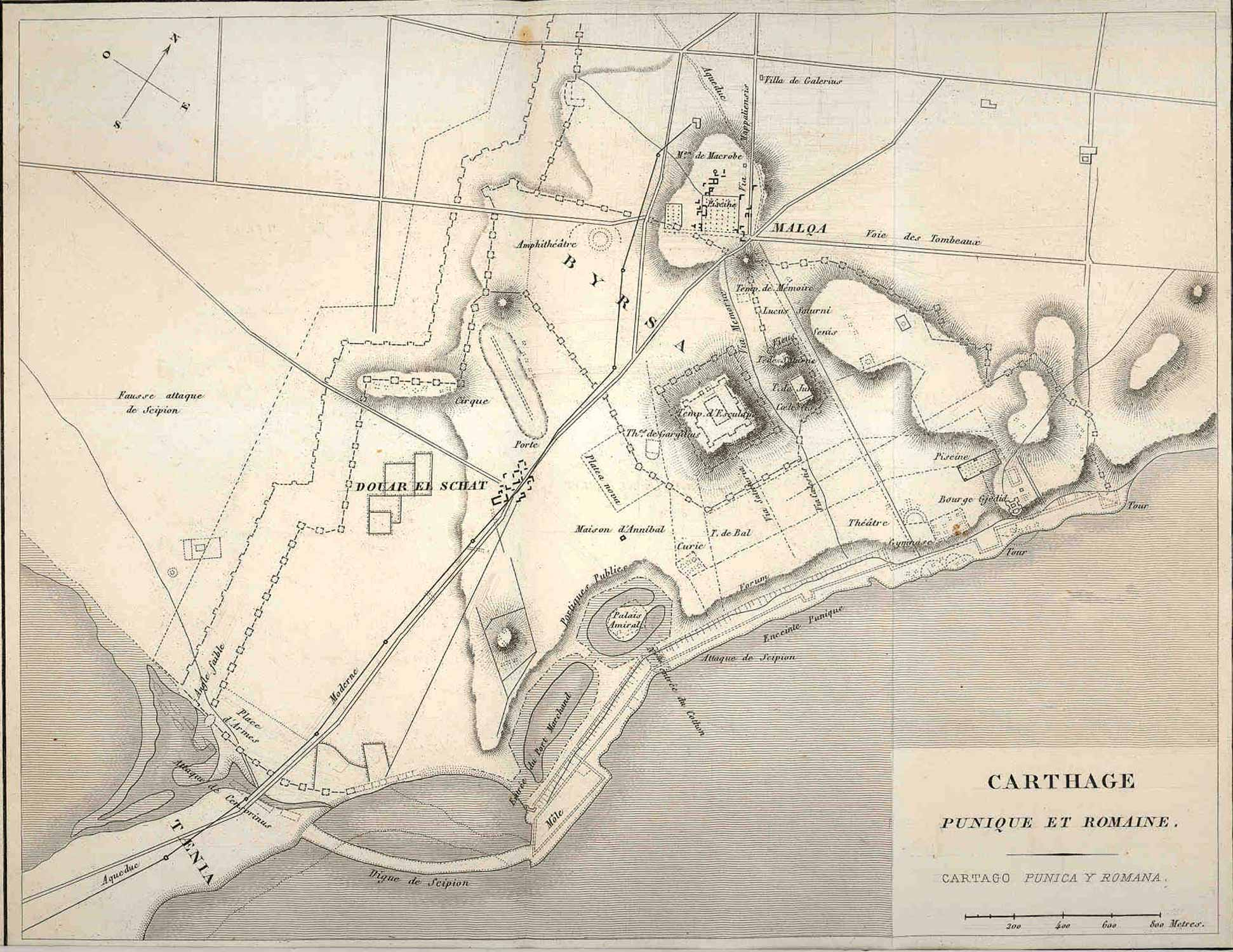
Mapa dibuixat el 1844 que mostra la Cartago púnica i romana.

### Desenvolupament
El coneixement transmès procedeix gairebé íntegrament de la gran campanya internacional d'excavacions per la salvaguarda de Cartago de 1975.
Cartago estava situada en una península compresa entre el golf i el llac de Tunísia. La ciutat estava protegida per una triple muralla, cada secció comptava amb 25 m d'altura i uns 10 m d'ample, situada en l'istme, a uns 4 km del mar. La pròpia muralla tenia casernes amb capacitat per albergar a 20.000 infants. El disseny urbanístic i l'arquitectura eren una barreja de models amb antecedents sirià-palestins de tipus predominantment orgànic i de models de lògica hipodàmica, en part creada per la seva pròpia pràctica de la construcció i, en part, sobretot en la seva última fase, per influència grega i hel·lenística.
La zona alta es desplegava partint del pujol de Birsa, on es trobava la inexpugnable fortalesa del mateix nom i el temple d'Eshmun. En els vessants del pujol es trobaven les grans residències de l'aristocràcia cartaginesa. Es van descobrir restes de cases recobertes per les cendres de l'incendi de la seva destrucció, l'any 146 aC. Posseïen característiques molt similars a les hel·lenístiques. La ciutat era un recinte amb carrers concèntrics. Al barri Magó s'observa una operació a gran escala d'una remodelació urbanística del segle iii aC, amb l'aprofitament de l'espai que ocupava l'antiga porta de la muralla, del segle v, per construir habitatges de luxe. El barri de Salambó era el centre polític i econòmic de la ciutat, i estava unit al port comercial per tres avingudes descendents. En ell es trobava el fòrum principal i l'àgora, on es practicava un intens comerç. Probablement, el Senat de Cartago es reunia per prendre decisions en algun edifici d'aquest barri. Prop del fòrum s'alçava el temple de Tofet, on s'han descobert milers de deixants i d'urnes que contenien esquelets de nens calcinats, així com una capella del segle viii aC. Altres temples importants eren aquells dedicats a Melqart, a Shadrapa, Sakon o Sid. Era la part de la ciutat més propera al mar, on es trobaven el port comercial i el militar. Estava dotada amb magatzems suficients per albergar les mercaderies comercials i per cases de la classe baixa. Dins de l'àrea defensada per les muralles, al nord-oest de la ciutat, es trobava l'ampli suburbi de Mègara, ocupat per cases rurals, camps de cultiu i jardins.

### Fundació
Existeixen nombroses datacions proposades pels historiadors clàssics sobre la data fundacional de Cartago. La llegenda clàssica sobre la fundació de Cartago explica que va ser la princesa Dido qui la va fundar l'any 814 aC. Si bé el consens actual és afirmar que la ciutat va ser fundada entre els anys 825 i 820 aC. amb el nom de 𐤒𐤓𐤕 𐤇𐤃𐤔𐤕 Qart Hadašt, 'ciutat nova'.

### Ports

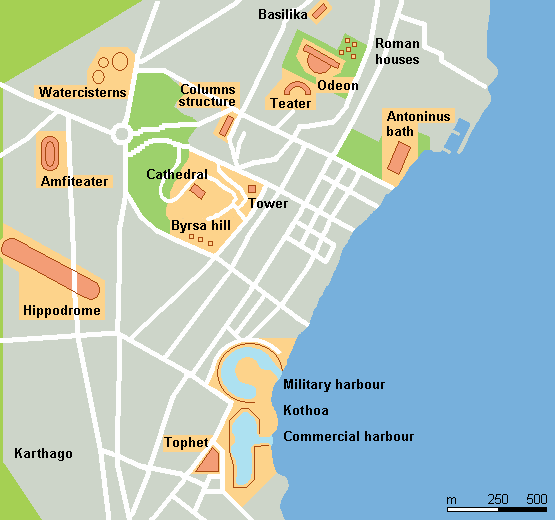
Cartago romana amb els dos ports grans existents a la ciutat.

La ciutat de Cartago posseïa dos grans ports, el comercial i el militar, que li van permetre dominar militar i comercialment el Mediterrani occidental. L'accés als ports des del mar venia facilitat per una entrada d'uns 21 m d'ample, que en cas de necessitat era tancada amb una cadena de ferro. Els dos ports estaven units per un estret canal navegable. Van ser construïts artificialment, la qual cosa va significar una gran obra d'enginyeria, sent admirats i envejats durant l'Antiguitat.
El port civil era de forma rectangular. Allí fondejaven les naus comercials, que en la seva majoria importaven garum, blat, porpra, ivori, or, estany i esclaus de les factories, de les colònies i de les explotacions agrícoles creades en nombrosos enclavaments costaners al llarg del Mediterrani. Les exportacions a altres ciutats, colònies o pobles costaners nadius de les costes del Mediterrani occidental van ser mercaderies manufacturades, vidres, ceràmiques, objectes de bronze o ferro, i teixits de porpra.
El port militar era de forma rodona i albergava en el seu interior una illa artificial també circular. L'illa era la seu de l'almirallat, i el seu accés era restringit. El port militar segons les fonts clàssiques podia albergar 220 vaixells de guerra, i sobre els hangars es van aixecar magatzems pels aparells.
Davant de cada rada s'elevaven dues columnes jòniques, que dotaven a la circumferència del port i de l'illa l'aspecte de pòrtic. Les restes arqueològiques descoberts han permès extrapolar la capacitat d'acolliment del lloc: 30 dics a l'illa de l'almirallat i de 135 a 140 dics en tot el perímetre. En total, amb 160 a 170 dics, podien albergar tants vaixells de guerra com han estat identificats.
Per sota dels dics de la dàrsena se situaven els espais de magatzematge. S'ha suposat que en cada dic podien tenir cabuda dues files de vaixells. Enmig de l'illot circular hi havia un espai a cel obert, al costat del qual s'aixecava una torre. Els dics podien tenir sobretot la funció de drassana naval.

### Estat de les seves ruïnes

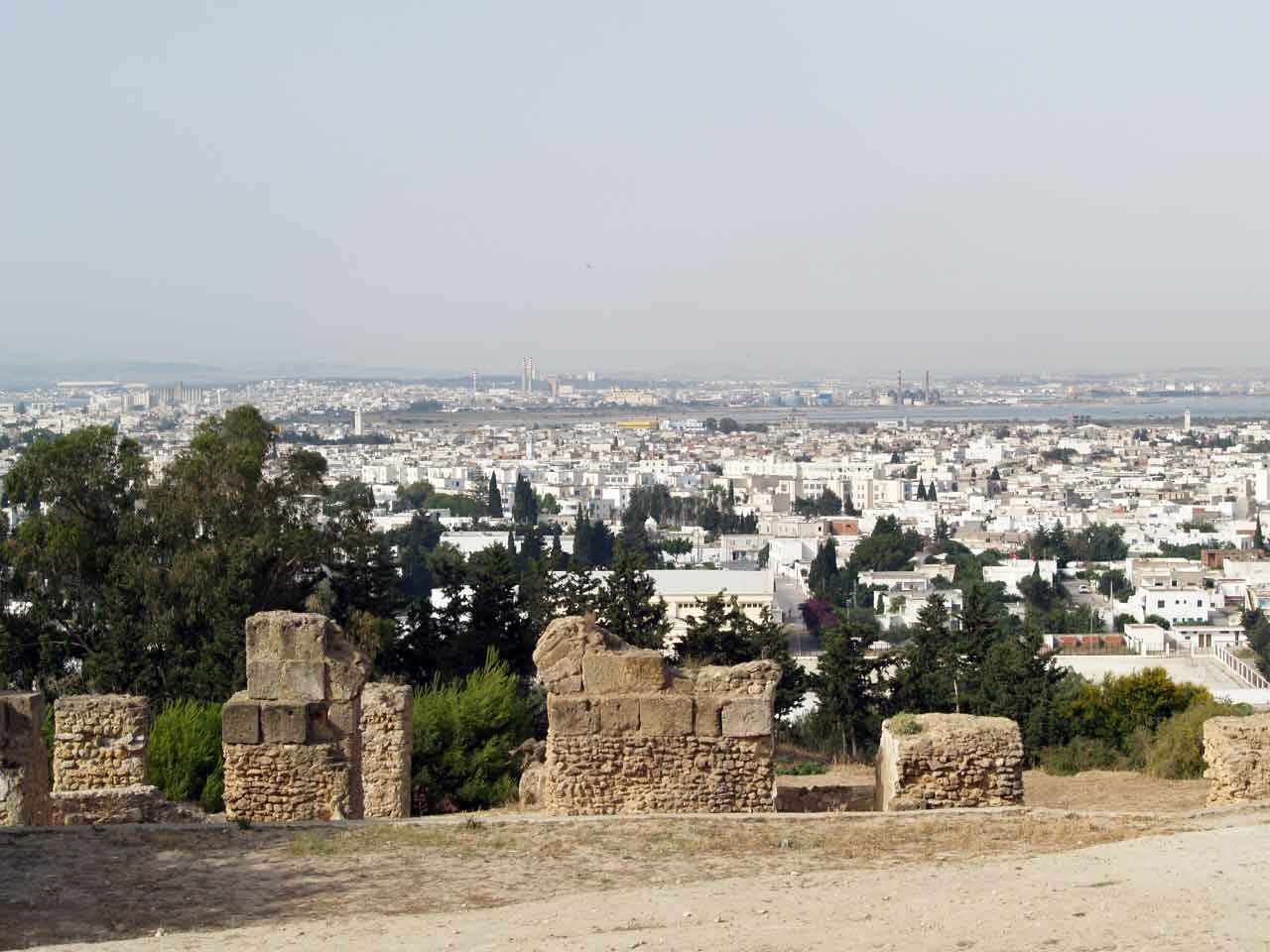
Cartago a l'actualitat.

Des de llavors el territori de l'antiga Cartago va ser llargament dominat per l'islam. Sobre les seves ruïnes va tenir lloc la Vuitena Croada el 1270, amb el propòsit de convertir al sultà de Tunísia al cristianisme, en la qual resultaria mort el rei de França Lluís IX. Va ser conquistat pel cèlebre pirata Barba-rossa, breument dominat per l'Espanya imperial de Carles V, subjugat pe l'Imperi Otomà, colonitzat per França i ocupada per l'Alemanya Nazi. Forma part del territori de l'Estat de Tunísia des que aquest va aconseguir la seva independència.
Des de llavors Cartago va començar a adquirir una gran importància arqueològica, donant lloc a la gran campanya internacional d'excavacions per a la salvaguarda de Cartago de 1975. Les ruïnes de Cartago van ser declarades Patrimoni de la Humanitat per la UNESCO el 1979.
Entre les peces arqueològiques trobades hi ha restes vàndales i, sobretot, romanes, però també van aparèixer objectes púnics. Allí van trobar alguns dels més bells i millor conservats mosaics de l'antiguitat, que daten de l'època romana i es troben en el famós museu del Bard de la capital tunisenca.
En l'actualitat la península on se situava l'antiga ciutat és part d'un suburbi residencial luxós de la ciutat de Tunísia, el que s'han assentat diverses ambaixades estrangeres. També està situada en aquest emblemàtic lloc la residència del president de la República Tunisenca, propera a les ruïnes de les Termes d'Antoní. El nom de Cartago roman actualment en diverses poblacions en el continent americà, anomenades així pels conqueridors espanyols en honor de la Cartago Nova espanyola.

## Llegenda

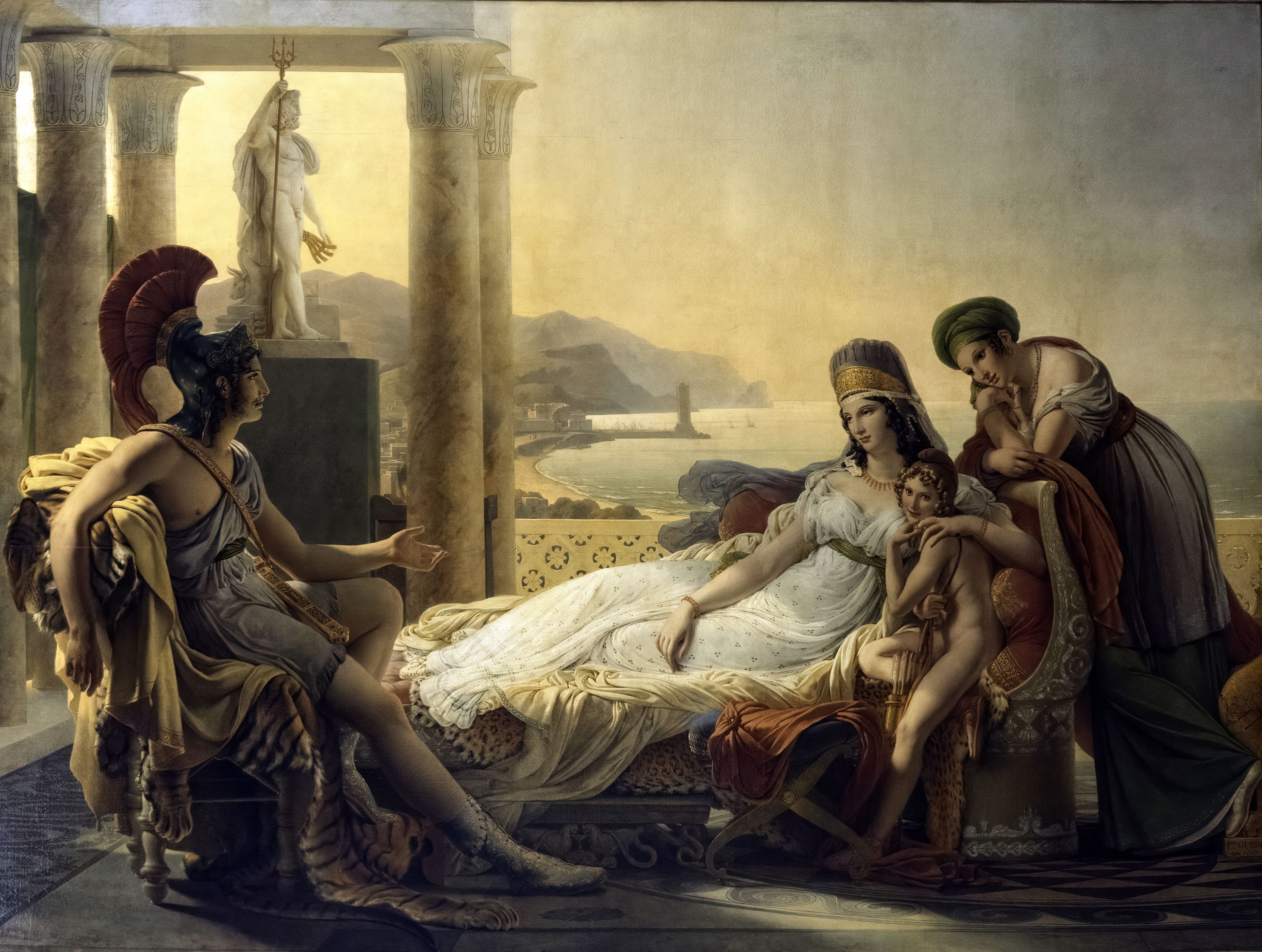
Enees explicant-li a Dido les desgràcies de Troia, Pierre-Narcisse Guérin (1815, París, Louvre.

Segons la llegenda que ha estat adulterada per alguns escriptors clàssics llatins, Cartago va ser fundada el 814 aC per la princesa Dido, germana de Pigmalió, rei de Tir. Pigmalión, que ambicionava el tresor del seu cunyat Siqueu, va obligar a Dido al fet que li revelés la ubicació d'aquestes riqueses. Dido va enganyar a Pigmalió i li va indicar un fals lloc. Pigmalió primer va assassinar Siqueu i després va buscar la fortuna, mentre Dido ho desenterrava i fugia amb el tresor i els seus seguidors. Va embarcar i va navegar fins a arribar a la regió habitada pels libis, on va sol·licitar al rei local terres per fundar una ciutat, però poc inclinat a la intrusió, solament li va concedir el terreny ocupat per una pell de toro. Dido, dona enginyosa, va tallar la pell en finíssimes tires i així va delimitar una gran extensió i va fer construir una fortalesa anomenada Birsa, que més tard es va convertir en la ciutat de Cartago.
Quan Troia va caure en poder dels aqueus, Afrodita va dir al seu fill Enees, un dels cabdills de l'exèrcit troià, que fugís de la ciutat i no morís com un bon troià, atès que Troia ja no existia i per a ell s'havia reservat un altre futur. Després de diverses escales, va arribar a Cartago, on la reina Dido es va enamorar bojament d'ell, romanent llarg temps junts. Però Enees va rebre de Júpiter la missió de fundar un nou poble, havent de partir a la seva destinació. La nit que Enees va embarcar amb la seva gent, Dido va córrer a convèncer-li perquè no partís, sense que Enees mostrés la més mínim dubte sobre la seva marxa. Dido, després de veure-li partir, va ordenar aixecar una gegantesca pira on va manar cremar totes les pertinences d'Enees. A l'alba va pujar a la pira i, després de condemnar a Enees i a tots els seus descendents, va enfonsar en el pit l'espasa d'Enees i es va llançar al foc. Segons la tradició, Ròmul i Rem són descendents d'Enees a través de la seva mare, Rea Sílvia, sent Enees el progenitor del poble romà. En la seva mort, Dido va condemnar no solament el seu amant, sinó tots els romans.
| « | I vosaltres, oh, Tiris!, encebeu els vostres odis en el seu fill i en tot el seu futur llinatge... Mai hi hagi amistat, mai hi hagi aliança entre els dos pobles? platja contra platja, ones contra ones, armes contra armes, i que breguin també fins als seus últims descendents! | » |